# Niphetogryllacris beybienkoi
Niphetogryllacris beybienkoi är en insektsart som beskrevs av Heinrich Hugo Karny 1937. Niphetogryllacris beybienkoi ingår i släktet Niphetogryllacris och familjen Gryllacrididae. Inga underarter finns listade i Catalogue of Life.